# پناهندگی در سوئد
پناهندگی در سوئد به دلیل قوانین سهل‌گیرانه آن در امر پناهندگی مقصد قابل توجهی برای نیازمندان به آن شده‌است. بنا بر گزارش کمیساریای عالی سازمان ملل متحد در امور پناهندگان در مارس سال ۲۰۱۴، آمار پناه‌جویان در دنیا در سال ۲۰۱۳ میلادی با رشد ۲۸ درصدی نسبت به سال ۲۰۱۲ میلادی مواجه بوده‌است و این آمار بعد از سال ۲۰۰۱ میلادی بیشترین تعداد ثبت‌نام برای درخواست رسمی پناهندگی به‌حساب می‌آید. بر مبنای این گزارش در قارهٔ اروپا تعداد درخواست پناهجویی نسبت به سال ۲۰۱۲ میلادی حداقل ۳۲ درصد رشد داشته‌است. از میان کشورهای اروپایی تعداد متقاضی پناهندگی ثبت‌شده در مجموعه کشورهای اسکاندیناوی بیشتر از سایر مناطق اروپا بوده‌است. ۷۰ درصد از این درخواست‌ها در اسکاندیناوی در کشور سوئد به ثبت رسیده‌است.

## چالش پناهندگی
بزرگ‌ترین چالشی که دولت سوئد با آن در سال ۲۰۱۶ میلادی مواجه بود مشکل پذیرفتن پناهندگان بود. با تصویب قوانین سخت‌گیرانه‌تر در سال ۲۰۱۵ میلادی در پارلمان سوئد، آمار پناهندگان جدید به این کشور به‌شدت پائین آمد، اما رسیدگی به پرونده بیش از ۱۶۲ هزار پناهنده‌ای که در سال قبل از آن به سوئد واردشده بودند، همچنان برای دولت سوئد چالش آفرین بود.

## آمار پناهندگان
- بیشترین آمار پناه‌جویان به سوئد مربوط به سال ۱۹۹۲ است که بر اثر نزاع داخلی در یوگسلاوی سابق تعداد پناه‌جویان به سوئد به رقم ۸۲ هزار نفر رسید.[۱]
- اداره آمار اتحادیه اروپا در سال ۲۰۱۲ میلادی آمار ۳۳۰ هزار تقاضای پناهندگی را ثبت کرده که ۷۰ هزار مورد آن پذیرفته‌شده‌است. آلمان واجد بیشترین تقاضاها به میزان ۷۷ هزار و ۵۰۰ درخواست بوده‌است. فرانسه با ۶۰ هزار و ۶۰۰ درخواست و سوئد با ۴۳ هزار و ۹۰۰ درخواست، در جایگاه‌های دوم و سوم را داشته‌اند.
- تخمین زده می‌شود که تا پایان سال ۲۰۱۴ میلادی حدود ۸۱ هزار تا ۸۴ هزار پناهنده در سوئد پذیرفته‌شده باشند.
- سوئد با جمعیت ۶ / ۹ میلیون نفری در سال ۲۰۱۵ میلادی دارای یکی از آزادترین قوانین مرتبط با مهاجرت است. بنا به اظهار اداره امور مهاجرت در سوئد بالا رفتن تعداد پناه‌جویان در سال ۲۰۱۵ میلادی در سوئد نتیجه بالا رفتن شمار پناهندگان در سراسر جهان است. افزایشی که پس از جنگ جهانی دوم تا این زمان دیده نشده بود.[۱] در این بحران پناهندگان، سوئد بعد از آلمان بالاترین رقم پناه‌جو را پذیرفت. در این سال ۱۶۳ هزار نفر در سوئد درخواست پناهندگی به ثبت رساندند. در پایان تابستان ۲۰۱۵ مشکل آن‌قدر بالا گرفت که سوئد اعلام کرد دیگر ظرفیت افزایش پناهجوها را ندارد و تعدادی از پناه‌جویان به دلیل فقدان محل برای سکونت مجبور بودند در خیابان‌ها بخوابند و اجازه پیوستن خانواده‌هایشان به آن‌ها هم محدود خواهد بود.[۳]
- آمار پناهندگان سوئد در سال ۲۰۱۶ میلادی با توجه به قوانین این کشور که از اواخر سال ۲۰۱۵ میلادی و از ماه ژوئن سال ۲۰۱۶ میلادی تغییر یافته بود، افت چشمگیری داشت و تا آخر ماه نوامبر ۲۰۱۶ میلادی به تعداد ۲۶۹۲۹ نفر رسید. از پناهجویانی که در سال ۲۰۱۶ میلادی به سوئد وارد شده‌اند، در مجموع ۱۰۷۴۵ نفر زن و ۱۶۱۸۴ نفر مرد هستند. از این تعداد پناه‌جو، ۱۰۱۶۲ نفر را کودکان زیر ۱۷ سال تشکیل می‌دهند. بالاترین رقم پناه‌جویان به ترتیب از سوریه، افغانستان و عراق بودند. سوریه با رقم ۵۱۲۵ نفر، افغانستان با رقم ۲۷۸۵ نفر، عراق با رقم ۲۵۵۴ نفر و ایران با رقم ۱۱۷۶ نفر بخشی از آمار این تعداد هستند. تا اول دسامبر ۲۰۱۶ میلادی، اداره کل امور مهاجرت با درخواست بیش از ۱۰۰۰ هزار پناه‌جو موافقت کرد و ۱۷۳۹۲ نفر هم در این بازه زمانی پاسخ منفی گرفتند. ۱۰۳۱۱ نفر هم مشمول مقررات دوبلین شدند و به کشورهای دیگر دیپورت گردیدند. ۱۳۶۷۵ نفر هم به دلایل مختلف ازجمله انصراف خود پناه‌جو و پس‌گرفته شدن درخواستی که داده بود، از پروسه رسیدگی حذف شدند؛ اما شمار پناهجویانی که به درخواست آن‌ها در ریل بررسی قرار گرفت ۵۸۶۵۱ نفر شد.[۲]

## ارگان دولتی برای امور پناهندگان
اداره مهاجرت سوئد ارگانی است که مسئول دریافت و بررسی درخواست‌های پناهندگی در سوئد است، این ارگان همچنین درخواست‌های تابعیت سوئد و درخواست‌های صدور و تمدید انواع ویزاها یا اجازه‌های موقت اقامت یا دائمی در سوئد را بررسی می‌کند. این ارگان بر اساس قوانین کنوانسیون پناهندگی سازمان ملل متحد که همان کنوانسیون ژنو در جهت حفاظت از حقوق انسانی و اجتماعی نفرات پناه‌جو یا محتاج حمایت است، عمل می‌کند.

## عملکردهای سیاسی و اجتماعی مربوط به پناهجویی
- سازمان عفو بین‌الملل در گزارش سالانه ۲۰۱۰ میلادی خود از وضعیت حقوق‌بشر در جهان، به تعدادی از کشورها و ازجمله سوئد به خاطر نقض حقوق‌بشر انتقاد کرده‌است. در این گزارش، سازمان عفو بین‌الملل، سیاست پذیرش پناهندگان توسط سوئد و نحوهٔ برخورد با مشکلات زنان را مورد انتقاد قرار داده و گفته‌است کشور سوئد پناهجویانی را اخراج کرده‌است که در وطن خود می‌توانند با خطر شکنجه روبرو باشند.[۵]
- از بیستم ماه ژوئیه ۲۰۱۶ میلادی قانونی در سوئد به تصویب رسید که دریافت اجازه اقامت و نیز پیوند خانوادگی تا سه سال با سخت‌گیری‌های بیشتری اعمال خواهد گردید. این قانون، پناهندگانی را که قبل از این تاریخ هم درخواست پناهندگی داده بودند، در برمی‌گرفت. همین‌طور قانون دیگری تصویب شد که از اول ماه ژوئن ۲۰۱۶ میلادی، پناهجویانی که حکم اخراج می‌گیرند، از حق داشتن مسکن و کمک‌هزینه‌های زندگی محروم خواهند شد.
- اجرای سیاست‌های سخت‌گیرانه پناهنده‌پذیری به دنبال بازکردن درها به روی پناهندگان جنگ‌زده در سال ۲۰۱۵ میلادی شروع شد که علاوه بر ایجاد فشار بر پناهندگان، باعث رشد خارجی ستیزی و افزایش محبوبیت احزاب و سازمان‌های مخالف حضور پناهندگان هم شد.[۲]